# Макс Госснер
Макс Госснер (нім. Max Gossner; 25 серпня 1894, Вайльгайм-ін-Обербаєрн — 5 квітня 1973, Гаар) — німецький льотчик-ас, лейтенант Баварської армії, оберст люфтваффе.

## Біографія
1 жовтня 1913 року розпочав військову службу в одному з баварських піхотних полків. Після початку Першої світової війни був відправлений на фронт. 12 серпня 1914 року був поранений у бою. 23 серпня 1915 року отримав звання лейтенанта. 8 березня 1916 року подав заяву про переведення в авіацію. Після закінчення підготовки з червня 1916 року літав у складі 31-ї бойової ескадрильї одномісних літаків, пізніше — 23-ї, з 25 травня 1918 року — 16-ї винищувальної ескадрильї. 10 липня 1918 року прийняв командування над 77-ю винищувальною ескадрильєю, залишаючись на цій посаді до закінчення війни. Всього за час бойовиз дій здобув 8 перемог (з них 3 аеростати).
Після війни Госснер отримав диплом середньої школи та вивчав сільське господарство у Фрайзінгу. Крім роботи радником із сільського господарства в Розенгаймі, він працював над дисертацією про насіннєві луки в передгір'ях Альп, яку закінчив у 1932 році.
В 1934 році вступив в люфтваффе. Спочаткунавчався у Блаубойрені та Гібельштадті, потім сформував льотну групу на авіабазі Швебіш-Галль-Гессенталь. В 1938 році з технічних причин (куряча сліпота) порадив не навчати на пілота одного з племінників Германа Герінга, після чого його направили в Губен. Будучи керівником шкіл пілотів (A/B і C), він навчав льотчиків-винищувачів, найвідомішим з яких був Ганс-Йоахім Марсель. Протягом кількох місяців брав участь у Німецько-радянській війні.
Після війни під час денацифікації Госснер був класифікований як «мілітарист» і зміг повернутися на державну службу як радник із сільського господарства лише у 1951 році. Під час виходну на пенсію був міністрерським радником.

## Нагороди
- Залізний хрест 2-го і 1-го класу
- Нагрудний знак військового пілота (Баварія)
- Почесний хрест ветерана війни з мечами
- Медаль «За вислугу років у Вермахті» 4-го класу (4 роки)
- Нагрудний знак пілота